# Samuel ibn Nagrela
Samuel ibn Nagrela (hebrejsky שמואל הלוי בן יוסף הנגיד‎, arabsky أبو إسحاق إسماعيل بن النغريلة‎, známý jako Samuel ha-Nagid, hebrejsky שמואל הנגיד‎‎‎, doslova Samuel Princ; 993, Mérida, Al-Andalus – 1056, Granada) byl talmudský učenec, politik, vojevůdce, filolog, patron umění a významný židovský básník.
Poté, co roku 1013 vypukla v Córdobě občanská válka, odešel do Málagy, kde si otevřel obchod s kořením nedaleko paláce granadského vezíra Abu al-Kasima ibn al-Arifa. Ten jej nejdříve zaměstnal jako výběrčího daní, pak se Samuel stal jeho sekretářem a poté i zástupcem vezíra u dvora Haba al-Muzaffara. Když Habus v roce 1038 zemřel, Samuel podpořil jeho syna Badise (proti Habově druhému synovi, Bulukkinovi), za což jej Badis ustanovil svým vezírem a generálem. Samuel se tak stal patrně nejvlivnějším Židem v celém muslimském Španělsku.
Svůj post si Samuel udržel až do roku 1056, kdy zemřel přirozenou smrtí. Vezírem i vůdcem místní židovské komunity se po něm stal jeho syn Josef, kterému se ale již tolik nedařilo mírnit napětí mezi muslimy a židy. Narůstající odpor k židovskému obyvatelstvu vedl v roce 1066 k masakru v Granadě, prvnímu pogromu od ovládnutí Španělska muslimy, během nějž zemřelo na 4000 Židů a Josef byl zavražděn rozlíceným davem.